# Малена Мортенсен
Маленеа Мортенсен (дан. Malene Mortensen; Данска, 23. мај 1982) данска је певачица.

## Биографија
Појавила се на данској музичкој сцени 2001, током прве сезоне издања Звезде за једну ноћ у Данској. Пласирала се у финале, али није победила. Наредне године, ушла је у избор данског Гранд Прија, дански национални избор за Песму Евровизије.
Иако је њена песма „Реци ми ко си“ снажно изведена у националном финалу и примила најбоље оцене из свих региона телегласања, доживела је потпун неуспех на Евровизији 2002, у енглеској верзији. Њена песма је добила једва седам поена и била је последња међу 24 земаља учесница иако је била фаворит. Исход непредвиђене Евровизије био је ударац њеним претходним достигнућима, али није хтела да се одрекне своје музичке каријере. У 2003. је издала свој деби албум под називом „Рај“. Овај албум има жанр модерног џеза, подржали су га три од најпознатијих џез музичара Данске: Ниелс Доки (клавир), Нилс-Хенинг Опрстед Педерсен (бас) и Алек Риел (бубњеви).

## Дискографија
- Рај (2003)
- Датум са сном (2005)
- Малена (2006)
- Разбојник (2007)
- Агонија и екстаза (2009)